# Cyrtomaia lamellata
Cyrtomaia lamellata är en kräftdjursart som beskrevs av M. J. Rathbun 1906. Cyrtomaia lamellata ingår i släktet Cyrtomaia och familjen Inachidae. Inga underarter finns listade i Catalogue of Life.